# Robby Ginepri
Robby Ginepri (født 7. oktober 1982 i Fort Lauderdale, Florida, USA) er en amerikansk tennisspiller, der blev professionel i 2001. Han har (pr. september 2010) vundet tre ATP-turneringer, der blev sikret i henholdsvis 2003, 2005 og 2009. Hans højeste verdensrangliste-placering er en 15-plads, der blev opnået i december 2005.
Ginepris bedste præstation i Grand Slam-sammenhæng er en plads i semifinalen i US Open i 2005. Her måtte han dog se sig besejret af landsmanden Andre Agassi.
Ginepri er 182 cm. høj og vejer 80 kilo.